# Сван, Изабель
Изабель Маркес Сван (порт. Isabel Marques Swan; род. 18 ноября 1983, Рио-де-Жанейро) — бразильская яхтсменка. Участница двух Олимпийских игр, вместе с Фернандой Оливейра завоевала первую женскую медаль в парусном спорте для Бразилии. Четырёхкратная чемпионка Бразилии в классе яхт 470 и двукратная чемпионка в классе Торнадо.

## Карьера
Родилась в Рио-де-Жанейро в 1983 году, выросла в его пригороде Нитерой. В парусном спорте с раннего детства, в восемь лет ходила на яхте класса Оптимист. В финансировании занятий спортом Изабель помогал отец. Переехав в город Бразилиа, он начал заниматься на озере Параноа и выиграл свою первую медаль на региональном чемпионате. Впервые приняла участие в международной регате в 1998 году, на чемпионате мира в классе торнадо в паре с отцом в Армасан-дус-Бузиусе.
Со временем занятие парусным спортом стали отходить на второй план. Изабель начала работать в качестве модели, и находилась на подиуме более 10 лет. В 2002 году поступила в Федеральный университет Флуминенсе.

### С Фернандой Оливейрой: Пекин 2008
Возвращение в большой спорт состоялось в 2004 году, когда Фернанда Оливейра, которая только что участвовала в Олимпийских играх 2004 года в Афинах в классе 470, пригласила её стать своим партнером на яхте. Несмотря на необходимость переезда в Порту-Алегри, где жила Оливейра, Изабель не упустила эту возможность. В 2006 году пара заняла четвёртое место на чемпионате мира, что является лучшим показателем бразильской женской команды до сих пор.
Во время первого участия Изабель на Олимпийских играх в Пекине 2008 года она и Фернанда завоевали бронзовую медаль в классе 470, ставшую первой женской медалью в бразильском парусном спорте. После игр пара распалась.

### С Мартиной Граэль и Ренатой Декноп
В 2009 году, после получения высшего образования, она была работала в команде занимавшейся выдвижением Рио-де-Жанейро, на место проведения Летних Олимпийских игр 2016 года.
В это же время она начала сотрудничество с молодой яхтсменкой Мартиной Граэл, дочерью чемпиона мира Торбена Граэла. Выступая на чемпионате мира 2010 года, они заняли четвёртое место. Однако, несмотря на высокие достижения, они уступили в борьбе за место в олимпийской заявке от Бразилии в классе яхт 470 на летних Олимпийских играх 2012 года в Лондоне Фернанде Оливейре и её новой партнерше Анне Барбачан. В конце концов пара разделились, и Мартина решила соревноваться в классе 49. В качестве нового партнера Изабель позвала Рената Декнопа.

### С Самуэлем Альбрехтом: Рио 2016
В попытке претендовать на попадание в сборную на Олимпиаду 2016 года Изабель присоединилась к Сэмюэлю Альбрехту в классе Накра 17, новом классе который дебютировал в качестве олимпийского вида в 2016 году. Вакансия в национальную сборную была выиграна в ноябре 2015 года, на Олимпийских играх пара заняла десятое место.